# Bitwa pod Wojdą
Bitwa pod Wojdą – bitwa partyzancka stoczona z niemieckim batalionem do zadań specjalnych 30 grudnia 1942 r. przez połączone siły I Kompanii Kadrowej Batalionów Chłopskich pod dowództwem por. Jerzego Mara-Meÿera ps. "Vis" oraz partyzantów radzieckich kpt. Wasilija Wołodina.

## Tło historyczne
Akcja wysiedlenia ludności polskiej z terenów powiatu zamojskiego, a zwłaszcza jej brutalny przebieg, spowodowała narastanie oporu społecznego i zbrojnego na obszarach objętych niemieckimi działaniami. Wielu młodych ludzi uciekło przed represjami do okolicznych lasów, gdzie zasilili szeregi istniejących oddziałów partyzanckich. 23 grudnia 1942 r. dowódca Armii Krajowej gen. Stefan Rowecki, a nieco później Komendant Główny Batalionów Chłopskich gen. Franciszek Kamiński, nakazali podległym oddziałom rozpoczęcie akcji sabotażowych i dywersyjnych. Do końca 1942 r. oddziały te podjęły szereg akcji wymierzonych w niemiecki aparat okupacyjny. W powiecie zamojskim została utworzona 1. Kadrowa Kompania Batalionów Chłopskich im. Macieja Rataja, w skład której weszli głównie mieszkańcy wysiedlonych wsi. 28 grudnia 1942 r. Kompania nawiązała współpracę z 37-osobowym oddziałem sowieckich partyzantów pod dowództwem st. por. Wasilija Wołodina.

## Przebieg walk
30 grudnia 1942 r. połączone oddziały przygotowały zasadzkę na batalion niemieckiej żandarmerii, którym dowodził hptm. Erhard Biskady. Oddział ten, liczący ok. 350 żołnierzy eskortował grupę ok. 100 kolonistów, którzy mieli się osiedlić we wsi Wojda. Partyzantom udało się zaskoczyć Niemców i początkowo ich odeprzeć. Niemieckie siły przegrupowały się i podjęły kontratak, dążąc do okrążenia partyzantów. Po sześciu godzinach walki, wraz z nastaniem nocy, partyzantom udało się oderwać od sił niemieckich i wycofać w okoliczne lasy. W wyniku walki siły niemieckie straciły 20 zabitych, 30 innych uczestników walki zostało rannych. Po stronie partyzantów poległo 8 żołnierzy, kilku odniosło rany. 